# Ямская башня
Ямская (Троицкая) башня — одна из семи сохранившихся до наших дней башен Коломенского кремля. Построена в 1525—1531 годах. Располагается между несуществующими ныне Ивановскими воротами и Вознесенской башней на восточной части Кремля. От Ямской башни отходит прясло стены, восстановленное к 800-летнему юбилею Коломны, в 1977 году.

## Название
От Ямской башни шла Ямская слобода (от которой она и получила своё название), где размещались конюшенный, охотничий и ямские дворы. Возле Ямской башни ныне расположена автобусная станция «Старая Коломна». Можно встретить упоминание того, что эта башня именуется также Троицкой по Троицкой церкви Ямской слободы.

## Архитектура
Башня насчитывает 5 этажей. Самый нижний этаж — подошвенный, боевые окна которого выходили в ров. Венчалась башня шестым ярусом — галереей, зубцы её, как и зубцы стен, напоминали форму ласточкина хвоста (высота зубцов — 2,5 м, ширина — 1,44 м, глубина — 1 м).